# Vintage Yachting Games 2012
De 2012 Vintage Yachting Games (Vintage) was de tweede editie van het zeilevenement voor voormalige olympische klassen dat door de Vintage Yachting Games Organization (VYGO) werd georganiseerd.
Het evenement vond plaats van 7 tot en met 15 juli, op het Comomeer bij Bellano, Gravedona en Dervio in Italië. De plaatselijke organisatie van dit evenement lag in de handen van Multilario. Deze organisatie is een samenwerkingsverband tussen diverse watersportverenigingen rond het Comomeer (Lario).
Multilario werd als organisatie van de 2012 Vintage Yachting Games gekozen na een aanbestedingsprocedure in de zomer van 2008. De twee andere gegadigden waren de "Yacht Club Cannes" (Frankrijk) aan de Middellandse Zee en de "Hungarian Yachting Federation" (Hongarije) voor het Balatonmeer.

## Programma
Het programma van de 2012 Vintage Yachting Games kende de onderstaande officiële elementen:
- 7 juli: registratie, meting
- 8 juli: registratie, meting, vlootschouw, openingsceremonie
- 9 juli: eerste wedstrijd van alle Vintage Yachting-klassen
- 10 t/m 14 juli: wedstrijden
- 15 juli: slotwedstrijden, sluitingsceremonie, prijsuitreiking, VIP-wedstrijd, overhandigen van de Vintage Yachting Games-vlag aan het volgende gastland.

## Deelname
| Klasse          | Continenten | Landen | Boten | Deelnemers |
| --------------- | ----------- | ------ | ----- | ---------- |
| Europe (m)      | 2           | 12     | 20    | 20         |
| Europe (v)      | 2           | 12     | 20    | 20         |
| Twaalfvoetsjol  | 2           | 7      | 20    | 20         |
| Olympiajol      | 1           | 5      | 20    | 20         |
| Flying Dutchman | 3           | 14     | 25    | 50         |
| Tornado         | 1           | 7      | 10    | 20         |
| Tempest         | 2           | 7      | 10    | 20         |
| Yngling         | 2           | 10     | 16    | 48         |
| Soling          | 3           | 13     | 20    | 60         |
| Draak           | 3           | 14     | 25    | 75         |
| 5.5 meter       | 2           | 8      | 12    | 36         |
|                 |             |        |       |            |
| Totaal          | 4           | 27     | 198   | 389        |